# 斯氏矾木
斯氏矾木（学名：Myrcia skeldingii），是牙买加特有及灭绝的一种植物。曾有一个斯氏矾木的亚种群被发现于梅森河克拉伦登区至圣安娜区边境地区的沿岸灌木丛中。自1972年以后斯氏矾木再也没有被见到过，推测该物种已因伐木、农业等原因导致的栖息地破坏而灭绝。